# 伊號第百六十四潛艦
| 「伊64」时期（1930年8月30日，为进行公试而从吴港出港中） | |
| 艦歷                                                    | |
| 计划                                                    | 大正12年度艦艇補充計画                                                                                              |
| 开工                                                    | 1927年3月28日 |
| 下水                                                    | 1929年10月5日 |
| 就役                                                    | 1930年8月30日 |
| 结局                                                    | 1942年5月17日战没                                                                                                   |
| 除籍                                                    | 1942年7月14日 |
| 性能諸元                                                | |
| 排水量                                                  | 基準：1635吨 常備：1720吨 水中：2300吨                                                                              |
| 全長                                                    | 97.70米 |
| 全幅                                                    | 7.80米 |
| 吃水                                                    | 4.83米 |
| 动力                                                    | ラ式2号柴油机2基2軸 水上：6000馬力 水中：1800馬力                                                                   |
| 速度                                                    | 水上：20.0节 水中：8.5节                                                                                            |
| 续航距離                                                | 水上：10节下10800海里 水中：3节下60海里                                                                             |
| 燃料                                                    | 重油：230吨 |
| 乗員                                                    | 58名 |
| 兵装                                                    | 40口径十一年式12cm单装砲1門 留式7.7mm機枪1挺 53cm魚雷发射管 艦首4門、艦尾2門 八九式魚雷14枚 Kチューブ（水中聴音機） |
| 备注                                                    | 安全潜航深度：60米                                                                                                  |

伊号第一六四潜水艦（いごうだいひゃくろくじゅうよんせんすいかん）是日本海軍的一艘潜水艦。伊一六二型潜水艦（海大IV型）的3号舰。竣工時的艦名为伊号第六四潜水艦。在战没以後改名（亡失認定前），实际未以伊164之名进行活动。

## 艦歷
- 1927年（昭和2年）3月28日 - 在吴海军工厂开工建造。
- 1929年（昭和4年）10月5日 - 下水
- 1930年（昭和5年）8月30日 - 竣工。船籍编入佐世保鎮守府，并编入第29潜水隊[2][3]。
- 1934年（昭和9年）3月20日 - 作为预备舰[3]。
- 1939年（昭和14年）3月1日 - 编入预备舰[3]。
- 1940年（昭和15年）3月20日 - 第29潜水隊（伊61、伊62、伊64）作为在佐世保的第三预备舰[4]。
- 1941年（昭和16年）12月5日 - 配属至第5潜水战隊第29潜水隊，从三亚出航。参加马来亚战役[2]。
  - 12月27日 - 抵达金兰湾[2]。
- 1942年（昭和17年）1月7日 从金兰湾出港，在苏门答腊南方海面活動[2]。
  - 1月22日 - 在苏门答腊海域击沉荷兰商船「VAN OVERSTRATEN」（01°40′N 90°13′E / 1.667°N 90.217°E）[5]。
  - 1月28日 - 撃伤英国商船「IDAR」（10°12′N 80°13′E / 10.200°N 80.217°E）[5]。
  - 1月29日 - 在马德拉斯附近海域击沉美国船「FLORENCE LUCKENBACH」（12°55′N 80°33′E / 12.917°N 80.550°E）[5]。
  - 1月30日 - 击沉印度商船「JALATARANG」（12°59′N 81°00′E / 12.983°N 81.000°E）[5]。
  - 1月31日 - 击沉印度商船「JALAPALAKA」（13°00′N 81°08′E / 13.000°N 81.133°E）[5]。
  - 2月5日 - 到达槟岛[2]。
  - 3月6日 - 从槟岛出航，在印度洋方面活動[2]。
  - 3月10日 - 第29潜水隊解散，编入第30潜水隊[2]。
  - 3月13日 - 击沉挪威商船「MABELLA」（14°00′N 81°47′E / 14.000°N 81.783°E）[5]。
  - 4月2日 - 从槟岛出航[2]。
  - 4月12日 - 佐世保入港[2]。
  - 5月16日 - 佐世保出航。为参加中途岛海战而向夸贾林环礁航行[2]。
  - 5月17日 - 在九州南方（29°25′N 134°09′E / 29.417°N 134.150°E）遭美潜水艦「Triton（英语：USS Triton (SS-201)）」的鱼雷攻击而沉没[2]。新名艦長以下81名全員战死[3]。
  - 5月20日 - 被改名为伊号第一六四潜水艦。
  - 5月25日 - 确认在四国南方沉没[6]。
  - 7月14日 - 除籍

## 歴代艦長

### 舾装員長
- 駒沢克己 少佐：1930年3月1日 - 1930年4月10日

### 艦長
- 駒沢克己 少佐：1930年4月10日 - 1932年12月1日
- 藤谷安宅 少佐：1932年12月1日 -
- 大竹寿雄 少佐：1933年11月15日 - 1936年2月15日
- （兼）藤井明義 少佐：1936年2月15日 - 1936年3月10日
- 藤井明義 少佐：1936年6月30日 - 1937年11月15日
- 殿塚謹三 少佐：1937年11月15日 -
- 山田隆 少佐：1937年12月15日 - 1939年3月10日
- 小川綱嘉 少佐：1940年10月30日 -
- 新名嘉雄 少佐：1942年4月1日 - 5月17日战死